# Vriesea incurvata
Vriesea incurvata är en gräsväxtart som beskrevs av Charles Gaudichaud-Beaupré. Vriesea incurvata ingår i släktet Vriesea och familjen Bromeliaceae. Inga underarter finns listade i Catalogue of Life.

## Bildgalleri

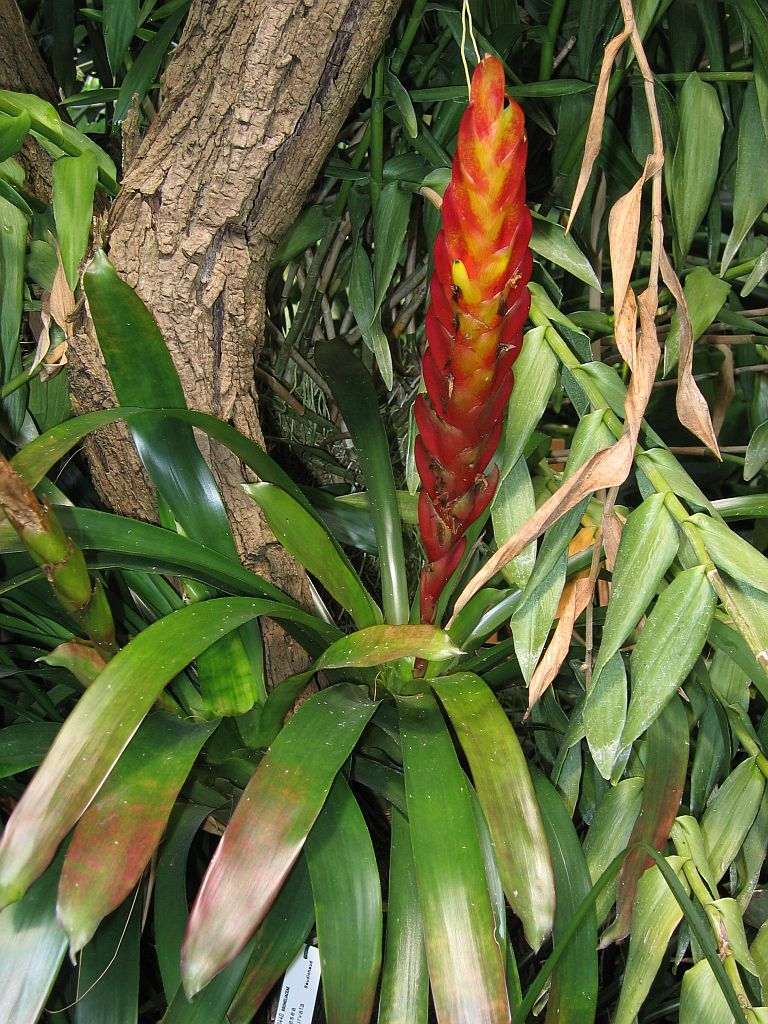